# Stathmopoda diplaspis
Stathmopoda diplaspis is een vlinder uit de familie Stathmopodidae. De wetenschappelijke naam van de soort is voor het eerst geldig gepubliceerd in 1887 door Meyrick.